# ماسيمو بيليجريني
ماسيمو بيليجريني (بالإيطالية: Massimo Pellegrini)‏ (2 يناير 1966 فراسكاتي إيطاليا - ) هو لاعب كرة قدم إيطالي، يلعب كلاعب وسط، لعب 414 مباراة وسجل 60 هدف.

## مسيرته

### مسيرته مع الأندية
- 1982 - 1987 لعب مع إنتر ميلان 3 مباريات.
- 1984 - 1985 لعب مع نادي مونزا 23 مباراة.
- 1986 - 1987 لعب مع نادي كالياري 25 مباراة سجل خلالها 4 أهداف.
- 1987 - 1989 لعب مع نادي سبال 58 مباراة سجل خلالها 10 أهداف.
- 1989 - 1989 لعب مع نادي أنكونا 6 مباريات.
- 1989 - 1990 لعب مع نادي إمبولي 14 مباراة.
- 1990 - 1998 لعب مع نادي مودينا 128 مباراة سجل خلالها 21 هدف.
- 1993 - 1994 لعب مع نادي فيورينزولا 1922 15 مباراة.
- 1995 - 1996 لعب مع نادي نوفارا 32 مباراة سجل خلالها 3 أهداف.
- 1998 - 2002 لعب مع نادي ساسولو 88 مباراة سجل خلالها 17 هدف.
- 2002 - 2003 لعب مع Associazione Calcio Dilettantistica Poggese  [لغات أخرى]‏ 22 مباراة سجل خلالها 5 أهداف.